# ルノー・R28
ルノー・R28  (Renault R28) はルノーF1が2008年のF1世界選手権に投入したフォーミュラ1カー。テクニカルディレクターはボブ・ベル。2008年の開幕戦から最終戦まで実戦投入された。

## R28
2007年のマシンであるR27は、タイヤがミシュランからブリヂストンに変わった影響を受け、苦戦に陥った。そこでR28は、重量配分をブリヂストンタイヤに合うように前寄りに変更した。
フロントサスペンションはルノー独自のVキール方式を廃止し、新たにゼロキールを導入した。サスペンションアームの配置に無理が生じないように、モノコックのノーズ先端は低めの位置に配置されている。

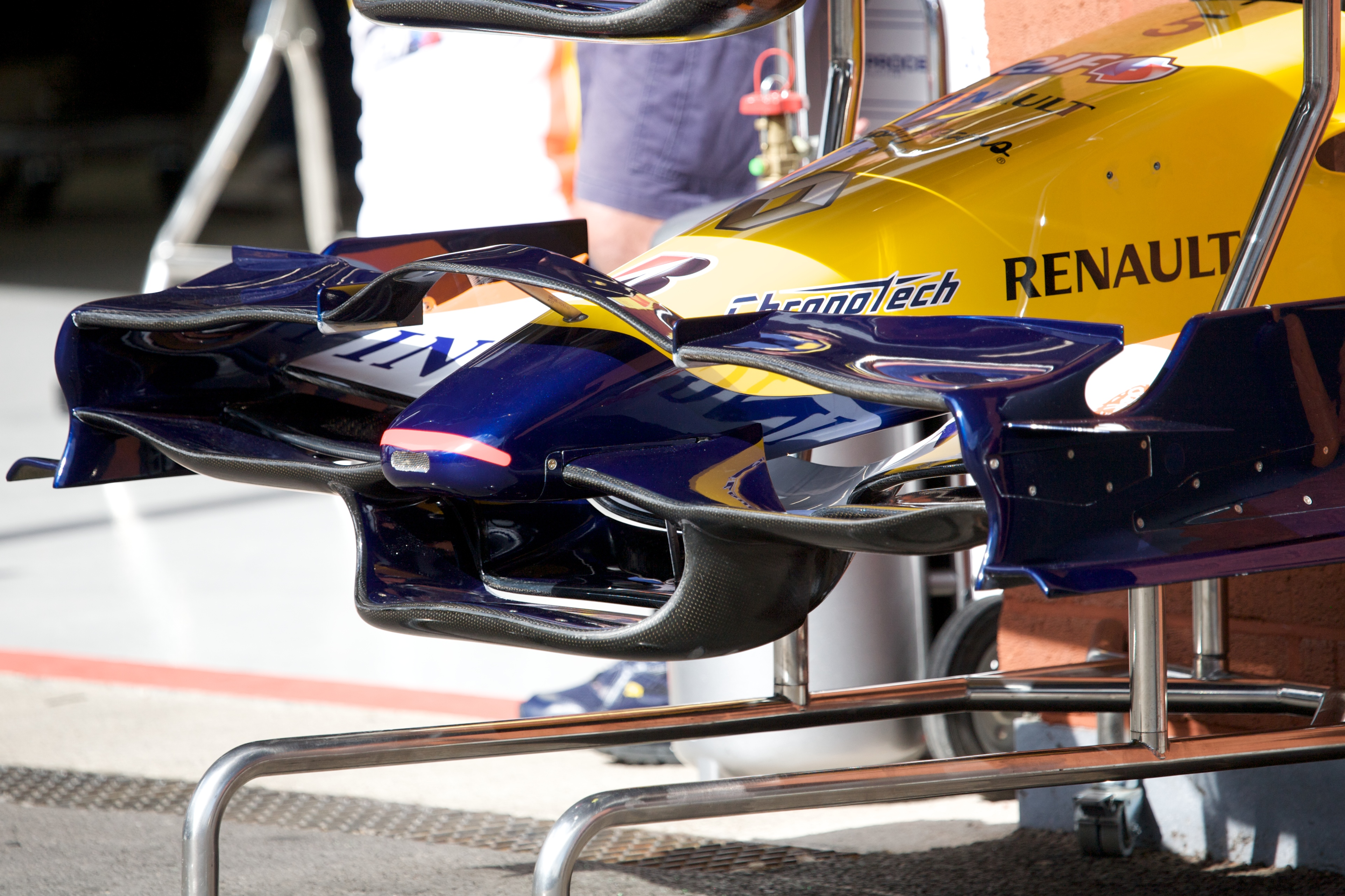
R28のノーズコーン

フロントウィングは中央部のみがくぼんでおり、ノーズから水平に伸びるステーがメインプレートに接続する個性的な形状となった。上部にはマクラーレン型のブリッジウイングが装着されている。
サイドポンツーンは、流行のマクラーレン風フェンスは採用せず、ポッドウイングとチムニーダクトが独立した形式を維持した。ただし、ポッドウイングは小型化され、リヤビューミラーとの一体化は廃止された。リヤビューミラーは、R26と同様にコクピットの脇に戻された。サイドポンツーン後端はより絞り込まれているため、エンジンカバー後端にF2007風の排熱口が設けられた。
シーズン開幕前のバルセロナ合同テストではレッドブルが初めて導入したシャークフィンをテストした。そしてスペインGPからは実戦投入されたが、バックオンボード映像からも分かるようにかなり振動している。このフィンにはリヤウイングに向かう気流の整流を担っていると思われるが、その振動による悪影響もあると思われる。その後、トロ・ロッソに始まりフェラーリ、トヨタ、ホンダ、フォース・インディアに採用された。

## 2008年シーズン

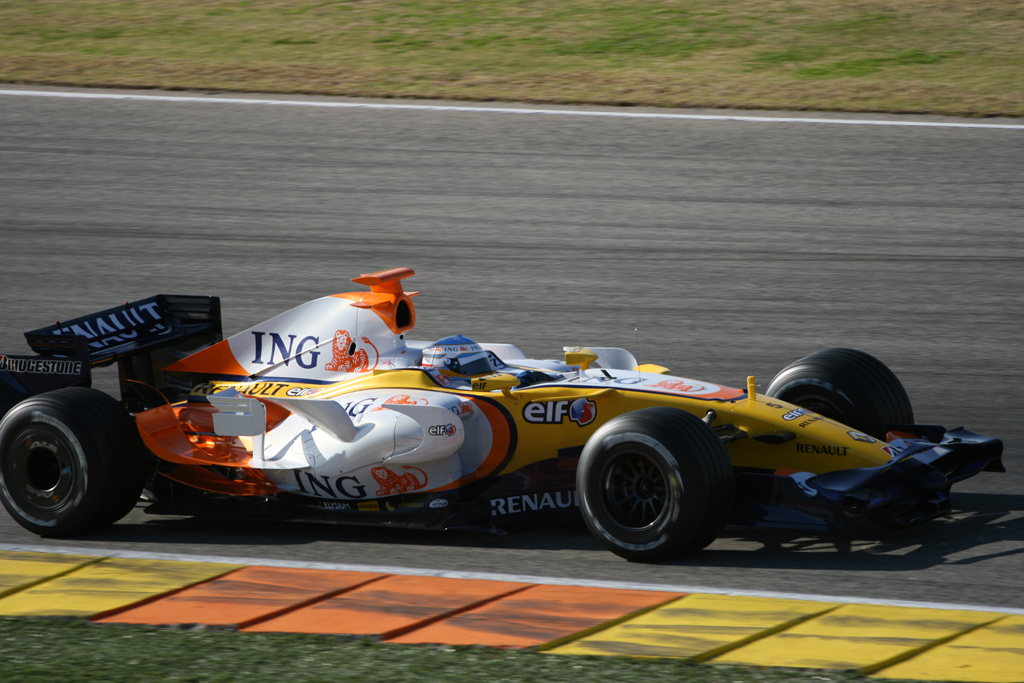
バレンシアテスト時のR28、シャークフィンは未装備（ドライバーはフェルナンド・アロンソ）

ドライバーはフェルナンド・アロンソがマクラーレンから復帰し、ルーキーのネルソン・ピケJr.とコンビを組んだ。
シーズン序盤はフェラーリ、マクラーレン、BMWザウバーだけでなく、トヨタ、レッドブルの後塵をも拝する状態であった。しかし、アロンソが第15戦シンガポールGPで優勝を果たすと、第16戦日本GPでも連勝。最終戦のブラジルGPも2位表彰台で締めくくった。ピケもドイツGPではじめての表彰台（2位）を獲得した。
コンストラクターズランキング争いでは終盤トヨタを抜き去り、4位で終えた。順位は2007年よりもひとつ下がったが、ポイントでは上回っていた。
しかし翌2009年、シンガポールGPでアロンソの状況が優位になるよう、ピケがチームの指示で故意にクラッシュしたという疑惑が判明する（クラッシュゲート）。

## スペック

### シャーシ
- シャーシ名 R28
- 全長 4,800 mm
- 全幅 1,800 mm
- 全高 950 mm
- ホイールベース 3,100 mm
- 前トレッド 1,450 mm
- 後トレッド 1,400 mm
- ブレーキキャリパー AP
- ブレーキディスク・パッド ヒトコ
- サスペンション 前後ダブルウィッシュボーン/プッシュロッド
- ホイール Avus
- タイヤ ブリヂストン
- ギヤボックス 7速＋リバース1速セミオートマチッククイックシフト/チタン製ケーシング
- エレクトロニクス マニエッティ・マレリ　MES-マイクロソフト スタンダードECU
- 重量 605kg

### エンジン
- エンジン名 RS27
- 気筒数・角度 V型8気筒・90度
- 排気量 2,400cc
- 重量 95kg
- 燃料・オイル エルフ

## 記録
| 年   | No. | ドライバー             | 1   | 2   | 3   | 4   | 5   | 6   | 7   | 8   | 9   | 10  | 11  | 12  | 13  | 14  | 15  | 16  | 17  | 18  | ポイント | ランキング |
| 年   | No. | ドライバー             | AUS | MAL | BHR | ESP | TUR | MON | CAN | FRA | GBR | GER | HUN | EUR | BEL | ITA | SIN | JPN | CHN | BRA | ポイント | ランキング |
| ---- | --- | ---------------------- | --- | --- | --- | --- | --- | --- | --- | --- | --- | --- | --- | --- | --- | --- | --- | --- | --- | --- | -------- | ---------- |
| 2008 | 5   | フェルナンド・アロンソ | 4   | 8   | 10  | Ret | 6   | 10  | Ret | 8   | 6   | 11  | 4   | Ret | 4   | 4   | 1   | 1   | 4   | 2   | 80       | 4位        |
| 2008 | 6   | ネルソン・ピケ         | Ret | 11  | Ret | Ret | 15  | Ret | Ret | 7   | 16  | 2   | 6   | 11  | Ret | 10  | Ret | 4   | 8   | Ret | 80       | 4位        |

- 太字はポールポジション、斜字はファステストラップ。(key)

- ドライバーズランキング
  - フェルナンド・アロンソ 5位
  - ネルソン・ピケ 12位

## 2009年ルノーデモラン
2009年、ルノーは世界各地でデモランを開催した。同年の9月5日にはアロンソの出身地である、スペインのオビエドで行われた。
全長1.8kmの仮設コースを、ルノー車やアロンソ監修のレーシングカート、2008年のF1マシンであるR28で走行した。このイベントには17万人もの観衆がつめかけた。